# يهود الجبل
يهود الجبل أو يهود قوقازيون وهم اليهود ألذين يعيشون في مناطق شمال وشرق منحدرات القوقاز وخصوصاً في داغستان وأذربيجان وكذلك يتواجدون في الشيشان وقبردينو - بلقاريا وكراسنودار كراي وتعود أصولهم إلى اليهود الفرس في إيران.

## معرض صور

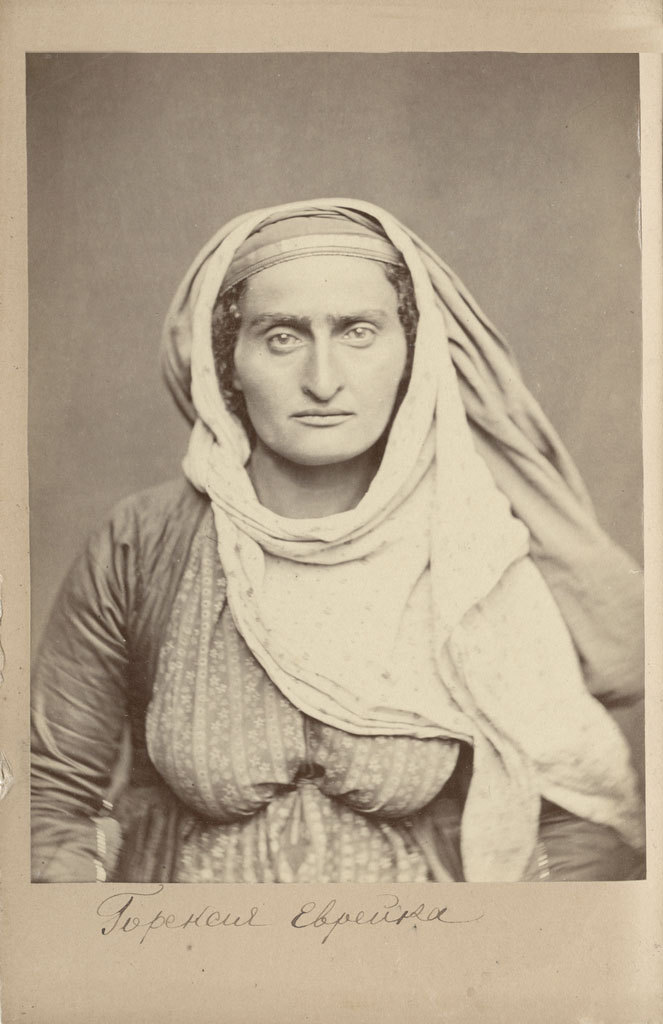
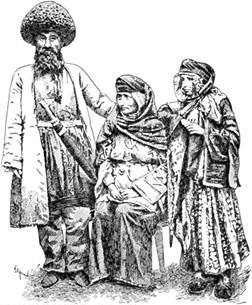
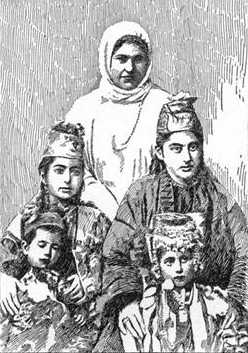
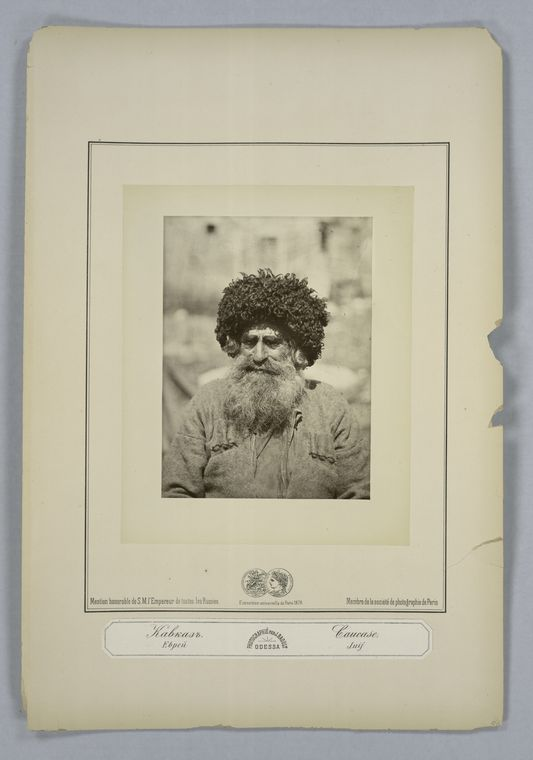
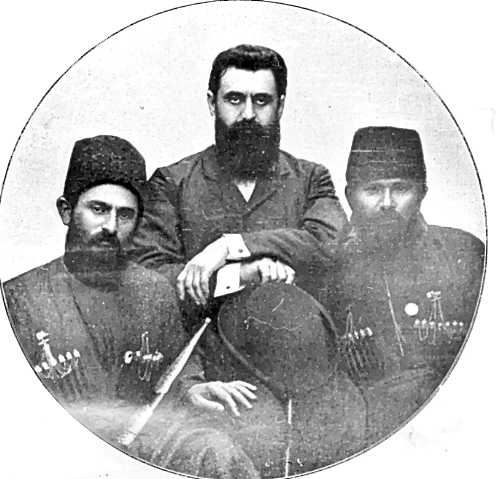